# NGC 633
NGC 633 é uma galáxia espiral barrada (SBb) localizada na direcção da constelação de Sculptor. Possui uma declinação de -37° 19' 15" e uma ascensão recta de 1 horas, 36 minutos e 23,3 segundos.
A galáxia NGC 633 foi descoberta em 1 de Setembro de 1834 por John Herschel.